# Thái Bình
Thái Bình wymowaⓘ – miasto w północnym Wietnamie, stolica prowincji Thái Bình. W 2008 roku ludność miasta wynosiła 50 114 mieszkańców. Siedziba rzymskokatolickiej diecezji Thái Bình.